# Merck-Stadion am Böllenfalltor
O Stadion am Böllenfalltor é um estádio de esportes em Darmstadt, Alemanha é casa do clube de futebol SV Darmstadt 98 e do time de futebol americano Diamonds Darmstadt. Atualmente, o estádio tem capacidade para (16.500) espectadores.